# كريستيانسوند
كريستيانسوند (بالنرويجية: Kristiansund) (تاريخيا Christiansund وقبل ذلك Fosna) هي مدينة وبلدية على الساحل الغربي للنرويج في منطقة نورموره في مقاطعة موره ورومسدال. وقد منحت تصنيف مدينة بشكل رسمي منذ عام 1742، ولا تزال هي المركز الرئيسي للمنطقة. مدينة كريستيانسوند هي المركز الإداري للبلدية، التي تضم كذلك عدة قرى.
بُنيت كريستيانسوند على أربع جزر رئيسية أكبرها فراي وتليها نورلانه (التي تضم المطار المحلي)، مع العديد من الجزر الصغيرة.
تبلغ مساحة المدينة 7.91 كيلومترا مربعا، ويبلغ عدد سكانها (2013) 18,002 وبالتالي تبلغ كثافتها السكانية 2,276 نسمة لكل كيلومتر مربع.

## التسمية وشعار النبالة
ترجع تسمية المدينة إلى الملِك الدنماركي-النرويجي كريستيان السادس عام 1742، وأما الجزء الأخير من الاسم «سوند» فيعني «المضيق».
وشعارها - الذي يعود أيضا إلى عام 1742 - عبارة عن شلال، حيث أن الاسم القديم للبلدة (فوسن) Fosen كان يُفسَّر بالخطأ على أنه Fossund (أي مضيق شلال). ومع ذلك فلا توجد أي شلالات في البلدية.

## التاريخ

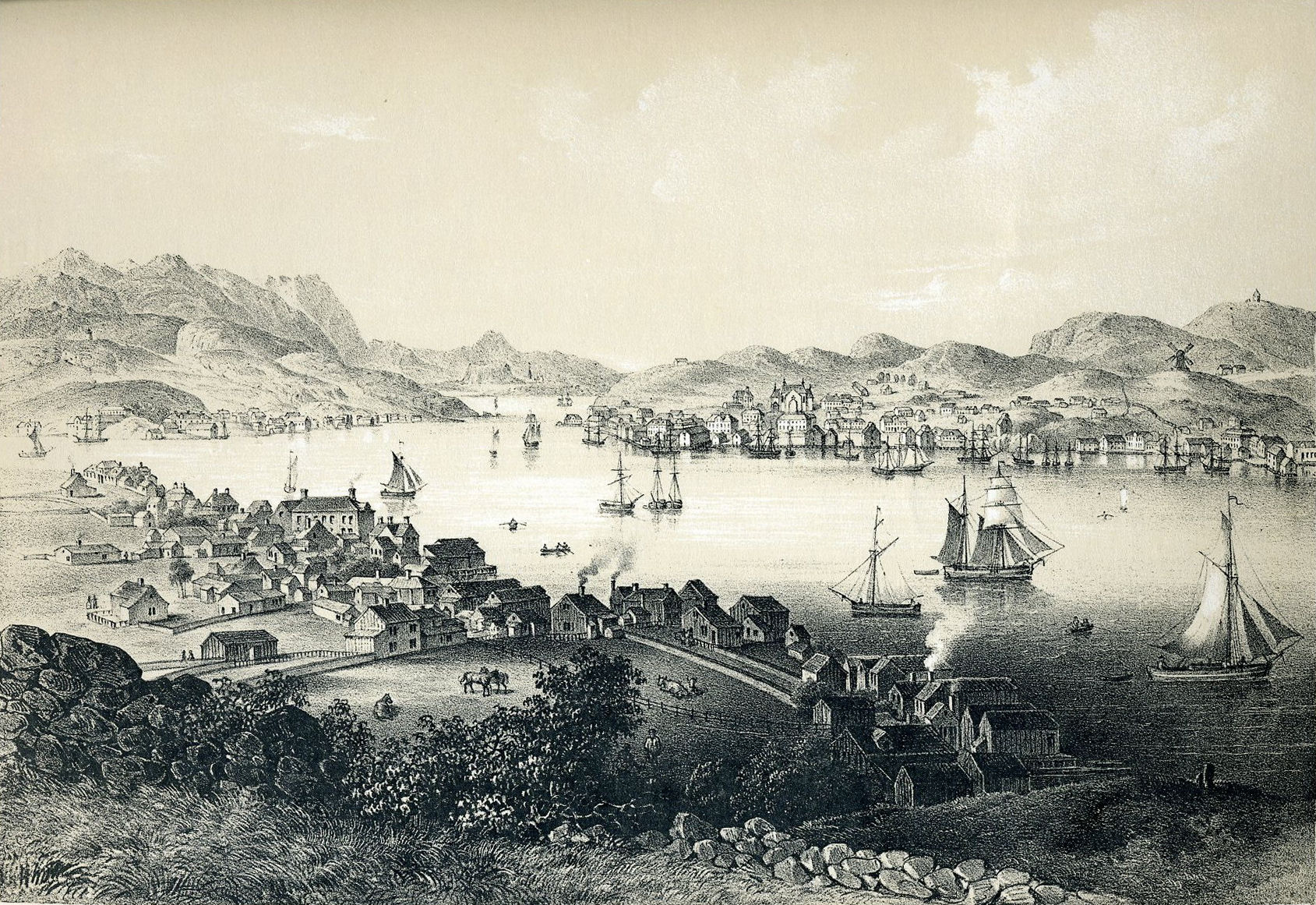
صورة لكريستيانسوند في أوائل عقد 1840

يعتقد كثير من العلماء أن أول إنسان نرويجي عاش بالقرب من مدينة كريستيانسوند. ففي نهاية العصر الجليدي الأخير كانت بعض المناطق على الساحل الغربي من النرويج خالية من الجليد، كان هناك أيضا وفرة من الطعام في البحر حول كريستيانسوند في ذلك الوقت. ويُعتقد أن أول مجموعة مستوطِنة وصلت إلى كريستيانسوند حوالي عام 8000 قبل الميلاد.
خلال عصور الفايكنج كانت هناك العديد من المعارك الهامة حول كريستيانسوند، أكثرها شهرة هي معركة راستاركالف في جزيرة فراي. ويوجد الآن نصب تذكاري بالقرب من موقع المعركة.
وخلال العصور الوسطى كانت جزيرة جريب (Grip) مركزا مهما لصيد الأسماك، واعتُبرت أهم بلدية في المنطقة في ذلك الوقت.
وفي القرن السابع عشر تم إنشاء مستوطنة صغيرة حول المنطقة التي تُعرف اليوم كميناء كريستيانسوند. ومع وصول المزيد من المستوطنين، أصبحت المنطقة ميناء تجاريا مهما لصيد الأسماك ونقل الأخشاب على طول الساحل. وأنشأت الحكومة النرويجية آنذاك محطة جمركية في كريستيانسوند، كان يشرف عليها الميناء التجاري الرئيسي في تروندهايم.
جلب البحارة الهولنديون معرفتهم بإنتاج أسماك القد المجففة إلى كريستيانسوند في نهاية القرن السابع عشر. ولعدة سنوات صارت المدينة أكبر مصدر للأسماك المجففة في النرويج، ولتصديره بشكل أساسي إلى دول البحر الأبيض المتوسط كإسبانيا والبرتغال. وكان إنتاج الأسماك المجففة سببا مهما في حصول كريستيانسوند على تصنيف مدينة في عام 1742.

## الاقتصاد
تُعرف كريستيانسوند بمدينة الباكالاو الرئيسية في النرويج. يُصنع الباكالاو من سمك القد المجفف، ومنذ زمن طويل يتم تصديره بكميات كبيرة إلى إسبانيا والبرتغال وأمريكا اللاتينية كغذاء مناسب أثناء الصوم الكبير. في السنوات الأخيرة أصبحت كريستيانسوند مدينة رئيسية للنفط والغاز على الساحل الشمالي الغربي للنرويج، وتضم المدينة مقرات لشركات نفط كبرى مثل رويال داتش شل وستات أويل.
وبسبب نشاط المدينة المكثف في تجهيز الأسماك والشحن الدولى، كان يوجد بها سبع قنصليات وخاصة لدول أمريكا اللاتينية. وحاليا بقيت خمسة فقط هي: بريطانيا وفنلندا ولاتفيا وهولندا والبرتغال.

## الثقافة والرياضة

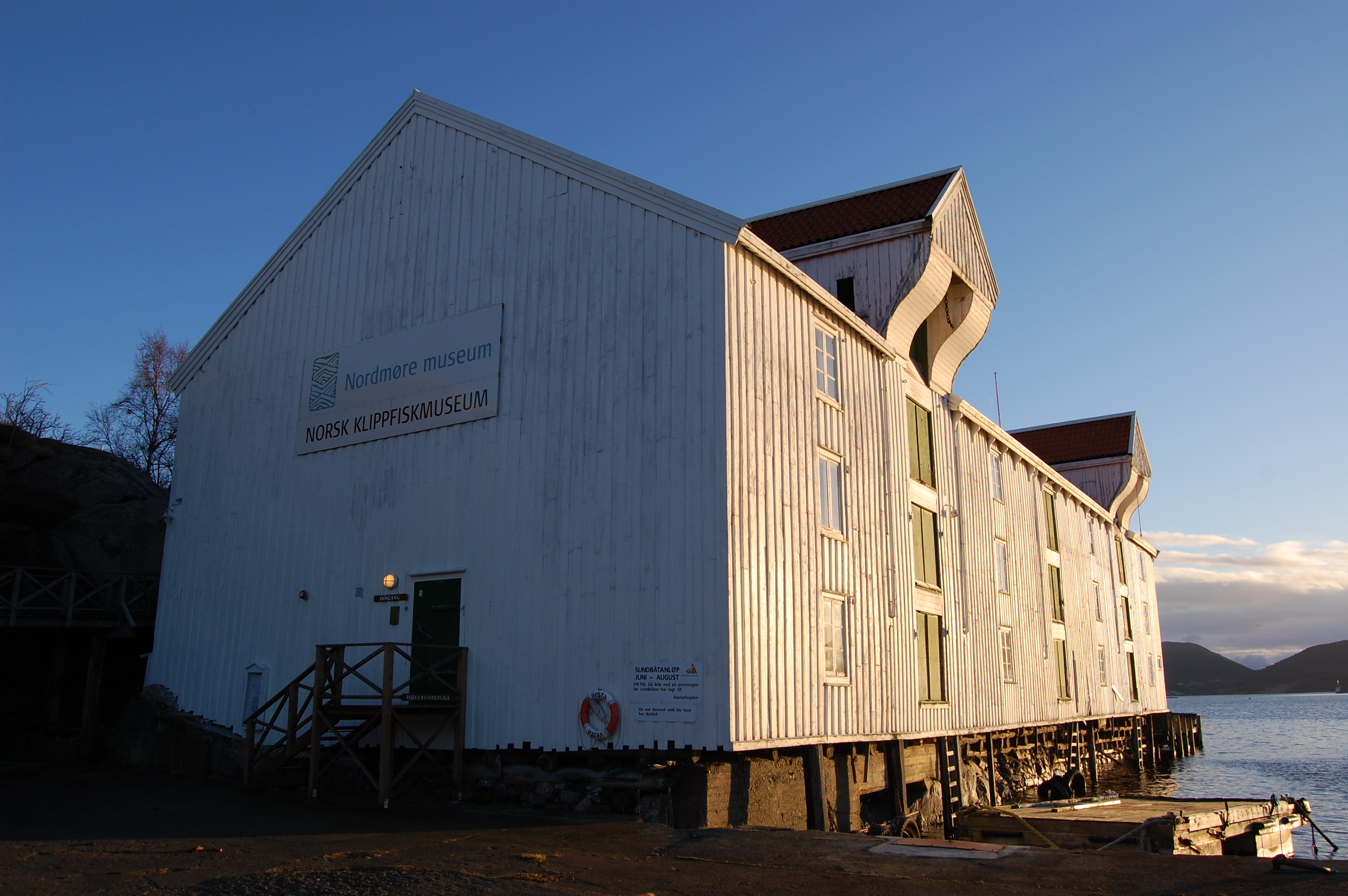
متحفا أسماك القد المجففة في كريستيانسوند

تُعتبر كريستيانسوند مركزا ثقافيا مهما في المنطقة. من أشهر معالمها أقدم دور الأوبرا في النرويج، أنشئت في عام 1928، ويقام بها مهرجان الأوبرا السنوي في فبراير من كل عام. كما تستضيف كريستيانسوند أيضا أكبر مهرجان للصور الفوتوغرافية في شمال أوروبا، إلى جانب بعض المهرجانات الثقافية والموسيقية الأخرى. وتضم كريستيانسوند متحفا لأسماك القد المجففة، والعديد من الحدائق العامة.
يُشاع أن «مراكب سوند» (Sundbåtene) هي أقدم نظام للمواصلات العامة في العالم، حيث تأسست عام 1876. وحتى الآن تقوم تلك العبّارات الصغيرة بنقل الركاب بين الجزر الأربع التي تتكون منها المدينة.
تأهل فريق كريستيانسوند الرئيسي لكرة القدم (Kristiansund BK) للعب في الدوري النرويجي الممتاز لموسم 2017. وقد تكون الفريق من اندماج تم عام 2003 بين أكبر فريقي كرة قدم في المدينة، بدعم من الشركات المحلية.